# Krampe (Verbindungselement)

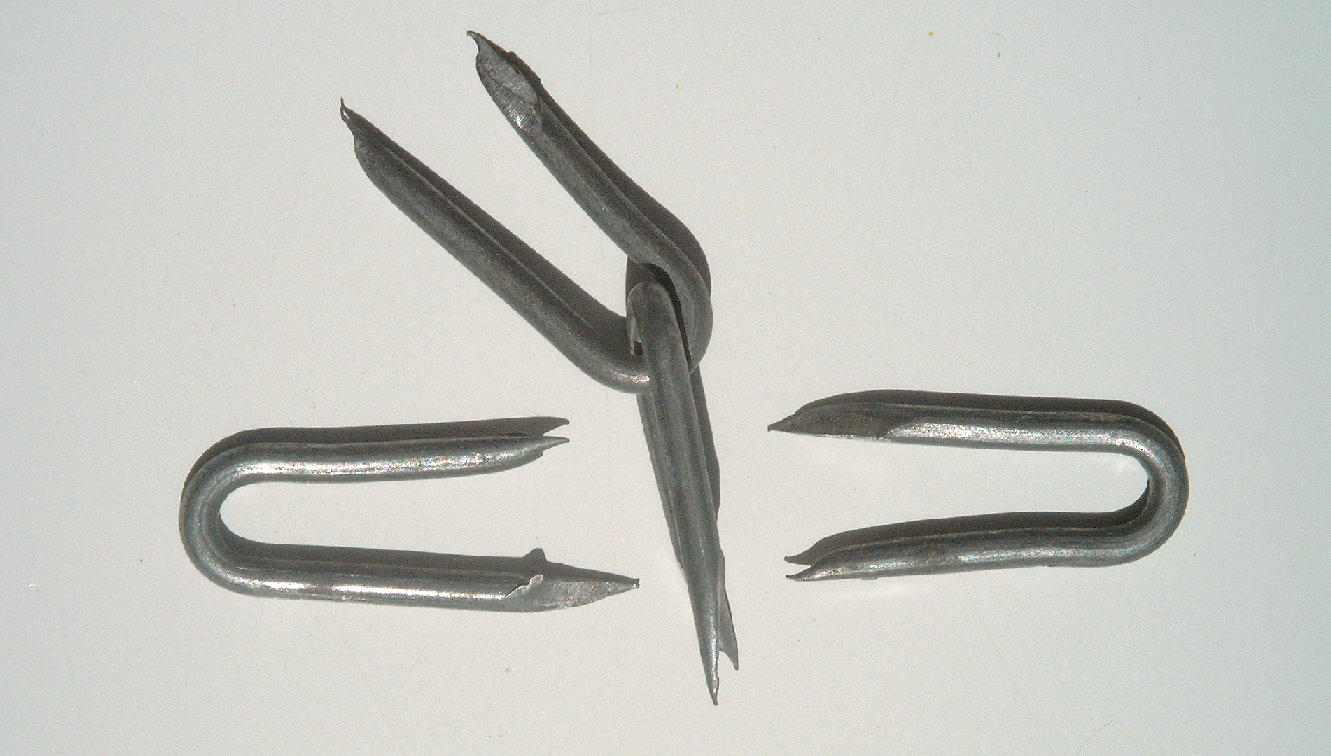
Einem gebogenen Nagel mit zwei Spitzen ähnliche Krampen

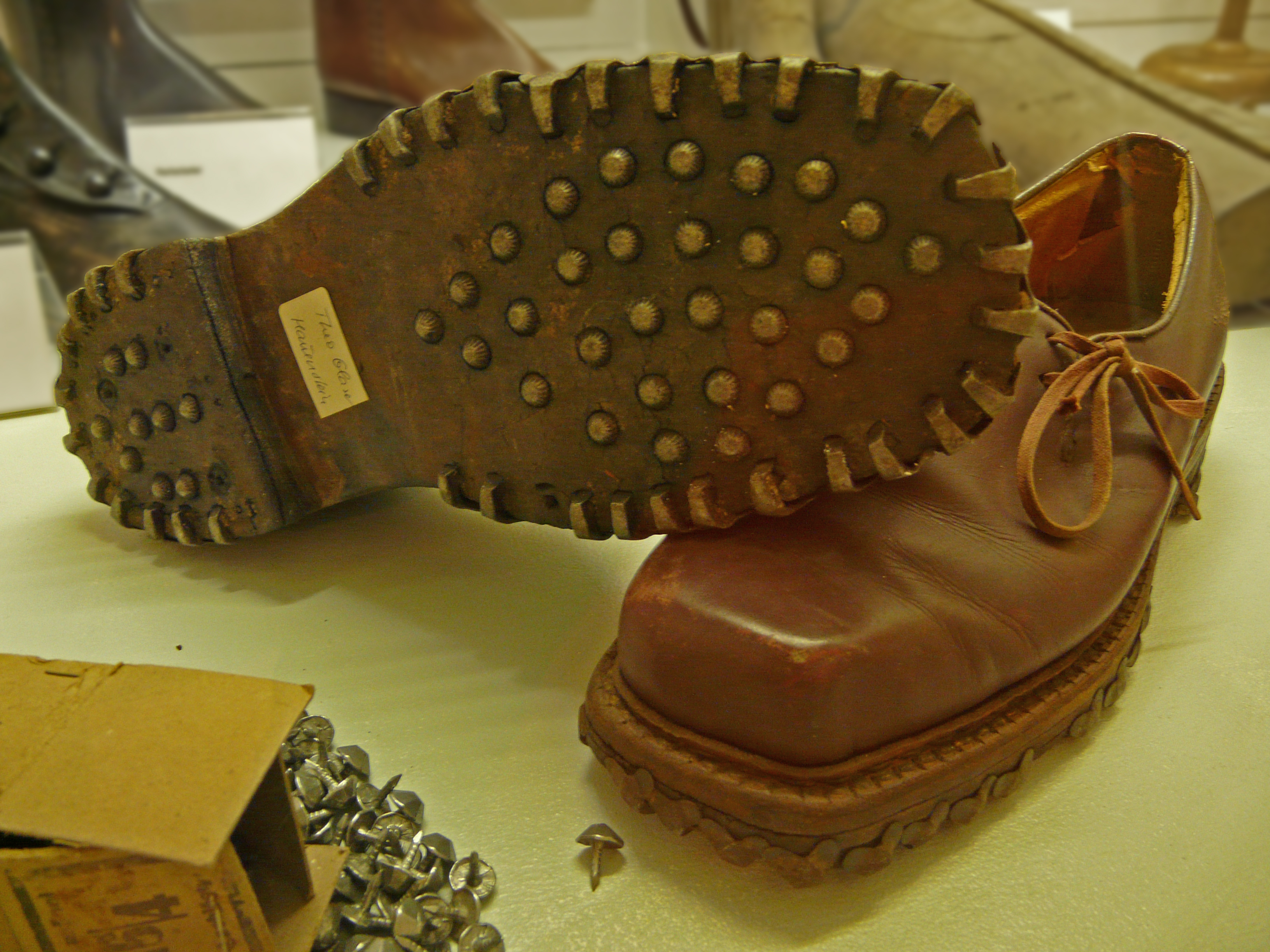
Haferlschuhe, Sohlen mit Sohlennägeln beschlagen und mit Krampen am Rand befestigt.

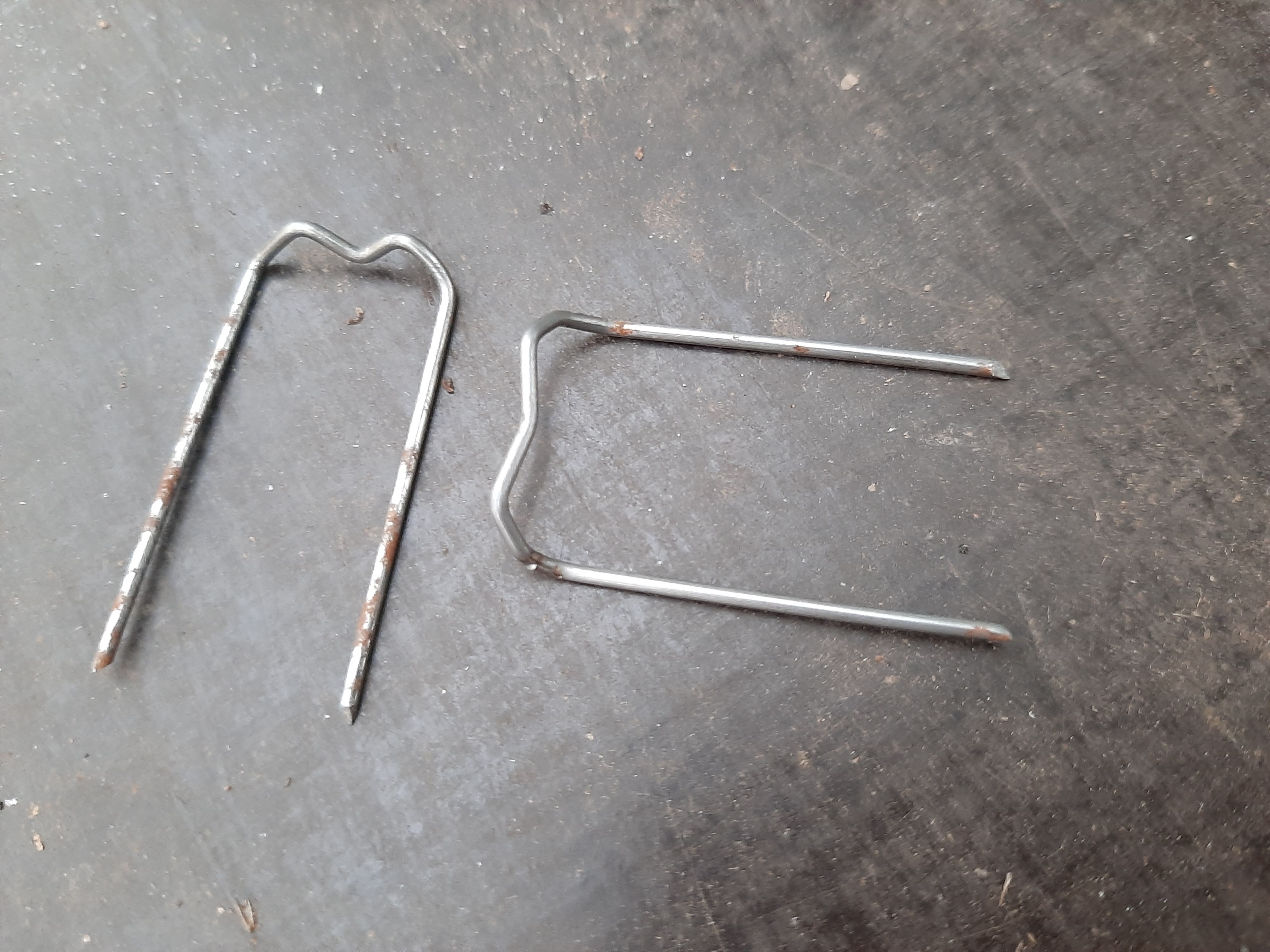
Patenthaften

Eine Krampe (auch Krampen, Klampe(n), Klampfe(n); mnd. für Klammer; in der Schweiz als Agraffe und Hagraffe, in Bayern und Österreich als U-Hakerl bezeichnet) ist ein U-förmig gebogenes oder gewinkeltes Verbindungselement.
Je nach Einsatzgebiet und gewünschter Haltbarkeit werden die Krampen aus Draht oder massiver aus Eisen oder Stahl gefertigt, aber auch andere Materialien sind möglich.

## Material und Verwendung
- Verschraubt, angeschweißt oder anderweitig einseitig befestigt dient eine Krampe als Befestigungsmittel, um Seile oder Riemen einzuhängen.
- Einem gebogenen Nagel mit zwei Spitzen ähnlich, dient sie z. B. dem Befestigen von Spanndrähten an Pfosten. Diese Befestigungselemente werden auch als Schlaufen bezeichnet.
- Sehr häufig wird diese Art Krampe alternativ zu Nägeln zur Verbindung der Bretter und Kanthölzer bei der Palettenherstellung eingesetzt.
- Die kleinen Zähne, die beim Reißverschluss ineinander greifen, werden auch als Krampen bezeichnet.
- Spangenähnlich gebogene Krampen aus Draht in unterschiedlichen Längen für Steckarbeiten und Binderei in der Floristik werden Patenthaften genannt.
- Gefaltete, mit einem Gummiband zu verschießende Papierstreifen werden auch Krampen genannt.
- Micro-USB-Stecker enthalten ebenfalls Krampen.